# دروس
دَرّوس از محله‌های قدیمی و اعیان نشین شهر تهران واقع در شهرستان شمیرانات است. این محله در منطقه ۳ شهرداری تهران واقع شده‌ است. مرز جنوبی این منطقه بلوار شهرزاد (شیدائی) و مرز شمالی آن کمی بالاتر از خیابان دولت (کلاهدوز) می‌باشد. درّوس از شرق به خیابان پاسداران و از غرب به خیابان شریعتی (جاده شمیران) منتهی می‌شود.
خیابان‌بندی منظم و رعایت اصول شهرسازی در خیابان‌های درّوس از ویژگی‌های این محله است، که آن را به‌یکی از گرا‌ن‌ترین محله‌های شهر تهران تبدیل کرده‌ است.
مقبره مهدیقلی هدایت ملقب به مخبرالسلطنه سومین نخست‌وزیر رضا شاه (دوران پهلوی) و نویسنده کتاب خاطرات و خطرات در محله دروس خیابان بهداد نبش کوچه مسجد واقع است.

## نام درّوس
ظاهراً نام محلۀ درّوس مرکب از دو کلمه دره و روس می‌باشد؛ زیرا روس‌ها در آنجا اقامت تابستانی داشتند و مهمانی‌ها و جلسه‌های اداری خود را این محله برگزار می‌کردند.

## پیشینه
درّوس محله‌ای بسیار قدیمی است که در زمان‌های دور دهکده‌ای ارمنی‌نشین در بخش شمال شرقی آن قرار داشت و مردم در زمین‌های اطراف آن به کشاورزی و دامداری مشغول بودند و ساکنانش در قلعه‌ای به نام قلعه ارمنی‌ها که در آن حدود قرار داشت، زندگی می‌کردند.
تا پیش از کشف تمدن قیطریه و هم چنین کشف آثاری در تپه‌های عباس‌آباد، گمان می‌رفت پیشینهٔ تاریخی شهر تهران به همان آثار یافت‌شده در حوالی شهر ری محدود می‌شود، ولی اکتشافات باستان‌شناسی در تپه‌های عباس‌آباد، بوستان پنجم خیابان پاسداران و درّوس، نشان داد تمام آبادی‌های ناحیهٔ تاریخی قصران (شمیران)، دوره‌ای درخشان از استقرار اقوام کهن و خلاقیت‌های فرهنگی را پشت سر گذارده‌اند.

در این ده، دو رشته قنات جاری بود که آب مصرفی و کشاورزی مردم ده دروس از آن تأمین می‌شد. یکی قنات نصرت در محل چهارراه قنات فعلی و دیگری در خاور دروس به نام قنات شیبانی که هردو هنوز هم جاری هستند.

## دوران قاجار
در دوران قاجار، مالکیت روستا در اختیار مخبرالسلطنه مهدی‌قلی هدایت از رجال دربار قرار گرفت که هم‌اکنون نیز مقبرۀ خانوادگی او در آنجا قرار دارد. مخبرالسلطنه بیمارستانی نیز با نام خود در درّوس دایر کرد. 
محلۀ درّوس به دلیل تقسیم اراضی ملی بین خوانین و خاندان‌های وابستۀ سلطنتی در دوره قاجار، عمدتاً شامل سه، دو دانگ بود که ۲ دانگ مخبرالسلطنه هدایت ۲، دانگ خاندان شیبانی و ۲ دانگ احتشام السلطنه می‌شد؛ که در حال حاضر فقط موقوفه مخبرالسلطنه بدون تغییر باقی مانده‌است. … پس از تغییر و تحولات این املاک پای خاندان‌های دیگر به درّوس بازگردید و زمین‌ها تقسیم گردید. 
«موقوفه خاندان هدایت» شامل دبستان هدایت، بیمارستان هدایت، مسجد هدایت،  حمام عمومی و تعدادی زمین و دکان.
در ضمن درمانگاه شیبانی و دبیرستان نیز توسط خاندان شیبانی وقف گردید. 

## اماکن قدیمی
- بیمارستان هدایت که در ابتدای دهۀ ۱۳۹۰ تخریب و نوسازی کامل آن تا سال ۱۴۰۱ به درازا کشید.

- درمانگاه درّوس (موقوفۀ همدم نفیسی)

- مسجد تهرانی

- مسجد هدایت

- دو گرمابۀ قدیمی

## خیابان‌های اصلی و معابر
خیابان‌های اصلی درّوس، از غرب به شرق (شریعتی به پاسداران) و از شمال به جنوب (دولت - شهرزاد) به ترتیب عبارتند از: خیابان  وارسته، خیابان هدایت ، خیابان «بهداد - باقری کماسایی» (نام قبلی دکتر لقمان ادهم)، خیابان یارمحمدی (نام قبلی شیبانی)، خیابان راستوان (احتشامیه سابق)، خیابان صالح حسینی (نام قبلی جلیلی، جلیل الملک نواده صفوی و منصور) که منزل حسنعلی منصور در آن قرار داشت، خیابان شیدایی ( بلوار شهرزاد ) ، خیابان حجت سوری ( نیستان هفتم ) خیابان محسنیان و خیابان «هاتف اصفهانی - خیابان رام».
سه خیابان متصل کنندهٔ خیابان‌های اصلی: خیابان میربلوکی (نام قبلی سیروس) (شرق به غرب)، خیابان حجت سوری (نیستان هفتم) (غرب به شرق)، و خیابان چیذری (غرب به شرق - شرق به غرب) هستند. کوچهٔ حمام و کوچهٔ مسجد نیز از کوچه‌های معروف محله و خیابان یخچال نیز مشترک بین قلهک و دروس می‌باشند. خیابان فرعی فکوریان که از میان یخچال شروع و به دولت منتهی می‌شود، از مرزهای بین قلهک و دروس است.
خیابان‌های یخچال، پابرجا و کودکان غزه، مداخل ورودی به محلهٔ درّوس از خیابان شریعتی و از نیستان سوم تا بهستان‌ دهم، خیابان‌های ورودی به درّوس از خیابان پاسداران و از شمال، خیابان های محسنیان، یارمحمدی، چهار راه قنات(خیابان آقا میری) و وارسته  ورودی شمالی دروس از خیابان دولت هستند.

## بوستان‌ها
بوستان زمرد (پایداری)، بوستان شهرزاد، بوستان رام، بوستان مُحصل، بوستان خیام از پارک‌های این محله هستند.

## مشاهیر درّوس
به جز مخبرالسلطنه هدایت، حسنعلی منصور و امیرعباس هویدا از نخست وزیران دوره پهلوی اول و دوم، دوستعلی‌خان معیرالممالک نویسندۀ کتاب وقایع‌الزمان و از رجال خزانه‌دار در دورۀ ناصرالدین‌شاه و عبدالحسین‌خان ناصرالسلطنه در این محله زندگی می‌کردند.
ابراهیم گلستان، فروغ فرخزاد، صادق چوبک، بهمن فرمان‌آرا، عزت‌الله انتظامی و عبدالحسین نوایی از مشاهیر و هنرمندانی هستند که در این منطقه سکنی گزیدند. بیژن جلالی شاعر معاصر و خواهرزادهٔ صادق هدایت نیز تا پایان عمر در این محله می‌زیست. علی نصیریان، لیلی گلستان، بهروز افخمی و غلامعلی حداد عادل نیز ساکن این محله هستند.

## حوادث تاریخی
از جمله حوادث تاریخی مربوط به درّوس، بمباران شدن آن به‌وسیلۀ هواپیماهای روسی در ابتدای جنگ جهانی دوم به سبب نزدیکی این منطقه با کارخانۀ اسلحه‌سازی سلطنت آباد و پادگان ۰۶ نیروی زمینی، به قتل رساندن شیخ خزعل والی جدایی‌طلب خرمشهر و هم‌دست انگلیسی‌ها در خانه‌ای در درّوس و برخی وقایع سیاسی در سال ۱۳۲۱ خورشیدی است.

## اماکن دیپلماتیک
درّوس یکی از مناطق پایتخت است که تعداد متعددی از سفارت‌خانه‌های خارجی را در خود جای داده‌ است. مقرهای دیپلماتیکی که در درّوس واقع شده‌اند، عبارتند از: دفتر سازمان ملل متحد در ایران، سفارت‌خانۀ کشورهای مجارستان، آرژانتین، پرتغال، آذربایجان، کوبا، نیجر، بنگلادش، قزاقستان، اسپانیا، استرالیا (منزل سفیر)، یونان (منزل سفیر)، پاکستان (منزل سفیر) و دفتر نمایندگی یونیسف در ایران.

## خطوط حمل و نقل عمومی
در محدودۀ محله هیچ خط تاکسیرانی یا واحد فعال نیست.
اما در بیرون از محدوده از ضلع شمالی درّوس خط اتوبوس ۲۲۵ میدان قدس (تجریش) به پایانه شهید دستواره (معصومی) در شمال میدان نوبنیاد از خیابان شهید کلاهدوز (دولت) و از ضلع شرقی محله یعنی خیابان پاسداران خط ۲۱۵ سوهانک به سه راه ضرابخانه (تقاطع خیابان شریعتی و پاسداران در تلاقی بزرگراه همت و زین الدین) مسافران را جابه‌جا می‌نماید. در حال حاضر علاوه بر این دو خط از ضلع شمال شرقی محله در چهارراه پاسداران دسترسی به پایانه مغان امکان‌پذیر است. ایستگاه‌های دکتر علی شریعتی و قلهک از غرب و ایستگاه شهیدزین‌الدین در شرق نزدیک‌ترین ایستگاه‌های مترو به این محله هستند.